# Wugigarra undanbi
Wugigarra undanbi là một loài nhện trong họ Pholcidae. Loài này được phát hiện ở Queensland.